# Club Atlético Independiente (Cañete)
El Independiente de Cañete es un club de fútbol peruano de San Vicente capital de la Provincia de Cañete, en el departamento de Lima. Fue fundado el 30 de agosto de 1938 y actualmente participa en la Copa Perú.
El club tiene como máximo rival al Walter Ormeño del Imperial, a este tradicional encuentro se le conoce como el Clásico Cañetano.

## Historia

### Fundación
El Club Atlético Independiente de Cañete se fundó un 30 de agosto de 1938 fecha en la que también se fundó la Provincia de Cañete y desde aquel entonces, es el equipo más exitoso y emblemático de San Vicente. Conocido como el Dale I. Tuvo en sus filas a jugadores memorables como Julián El Chino Cuzcano, Samuel Peves, Juan Chaveto Solano, Julián Laguna, Oscar Bermúdez, Roberto Alva Montalvan, Luis Piolín Castillo, Julio Navarrete y Sixto Rivas, entre otros recordados de temporadas exitosas en el ascenso.

### En Copa Perú
Logró su primer título departamental tras vencer en la final a Círcolo Sportivo Paramonga por lo que clasificó a la Etapa Regional de la Copa Perú 1972 donde fue eliminado al quedar en segundo lugar de la Región Centro detrás de Deportivo Junín.
En la Copa Perú 1975 llegó hasta la ronda semifinal donde fue eliminado por Sportivo Huracán y Compañía Peruana de Teléfonos quienes clasificaron al cuadrangular final.

### En Segunda División
Fue uno de los equipos invitados a participar en la Segunda División Peruana 1983 cuando se reactiva la categoría. En 1986 llegó a la liguilla final pero no pudo clasificar a Intermedia Metropolitana al ser eliminado por Internazionale de San Borja en penales por 5-3.
En la Segunda División Peruana 1988 participó en la Zona Sur donde terminó igualado en el tercer lugar con Defensor Kiwi. En el partido de desempate, jugado en el Estadio Nacional, perdió 1-0 por lo que se quedó fuera de la liguilla final.
Se mantuvo participando en Segunda hasta el campeonato de 1990. Al año siguiente se retiró antes del inicio del torneo regresando a Copa Perú en 1992 bajo la conducción técnica de Reynaldo Párraga.

### La campaña en la Copa Perú 2004
Su última gran participación del ascenso la tuvo en Copa Perú 2004 cuando, tras eliminar en semifinales a Academia Daniel Ruiz de Huaral, obtuvo un lugar en la Etapa Regional. Previa a su participación en la siguiente instancia, perdió la final de la Etapa Departamental ante Juventud Torre Blanca de Chancay. En la Regional, sacó de carrera a Sport Las Mercedes de Ventanilla en partido extra y ya instalado en la final, se cobró la revancha ante Juventud Torre Blanca asegurando un triunfo por 0-2 en Huaral y un empate a uno en Cañete, con lo que consiguió por primera vez un lugar en la Etapa Nacional. Desafortunadamente, su novicia le pesó cayendo estrepitosamente en octavos de final ante Olímpico Somos Perú y quedó eliminado de la Copa Perú 2004.
En 2006 llegó a la semifinal departamental donde fue eliminado por Jesús del Valle de Huaral. En 2018 llegó hasta cuartos de final de la etapa departamental siendo eliminado por Defensor Laure Sur.
En 2024 clasificó a las semifinales de la Etapa Provincial de Cañete donde fue eliminado por Bella Esperanza con un marcador global de 3-2. En la Etapa Departamental de Lima 2025 fue eliminado por el mismo rival en octavos de final en definición por penales.

## Uniforme
- Uniforme titular: Camiseta roja, pantalón azul y medias azul.
- Uniforme alternativo: Camiseta azul, pantalón azul y medias azules.

### Indumentaria y Patrocinadores
| Período       | Proveedor |
| ------------- | --------- |
| 2013-presente | Walon     |

| Período | Patrocinador |
| ------- | ------------ |
| 2013    | Géminis      |

## Datos del club
- Fundación: 30 de agosto de 1938
- Temporadas en Primera División: 0
- Temporadas en Segunda División: 8 (1983 - 1990).

## Entrenadores
- Alberto Neyra Bolívar (1984)
- Reynaldo Párraga (1991-1992)
- Alberto Neyra Bolívar (1994)
- Reynaldo Párraga (1995)
- Santiago Espinoza Ferrer (2007)
- Samuel Peves (2014)
- Santiago Espinoza Ferrer (2016-2017)
- Renzo Benavides (2020)
- Santiago Espinoza Ferrer (2024)
- Oscar Lopez (2025 - )

## Rivalidades

### Clásico Cañetano
Encuentro futbolístico de larga historia en el fútbol Cañetano, protagonizan el clásico cañetano desde siempre. En la década del 70, se jugaba uno de los clásicos de los clásicos del fútbol Cañetano: Walter Ormeño del  Imperial y el Independiente de San Vicente.
El clásico del fútbol cañetano se discutía en la prensa deportiva, en los corrillos deportivos de Imperial, San Vicente y en toda la Provincia de Cañete, ambos clubes tienen adeptos en todo el territorio cañetano. De manera, que el día del esperado clásico, desde tempranas horas de la mañana se abrían las puertas del "Estadio Roberto Yañez" para dar acceso a los vendedores de comidas, gaseosas y golosinas, a los periodistas deportivos que iban a instalar y probar sus equipos de transmisión, hasta que se abrían las boleterías y puertas para dar acceso a los miles de hinchas que llegaban a pie por la autopista San Vicente-Imperial  en bulliciosas caravanas que armaban el ambiente de fiesta deportiva, llena de colorido y pasión popular.
El ambiente se caldeaba progresivamente con los encendidos comentarios que hacía la prensa deportiva a través de la Radio, transmisiones que eran seguidas desde las tribunas por los hinchas que estaban premunidos de sus radio receptores de pilas seca. Ese ambiente solamente se vive en la previa de los clásicos de los clásicos del fútbol cañetano.

## Palmarés

### Torneos regionales
| Competición regional                                      | Títulos                                                           | Subcampeonatos                            |
| --------------------------------------------------------- | ----------------------------------------------------------------- | ----------------------------------------- |
| Etapa Regional - Región V (1/0)                           | 2004.                                                             |                                           |
| Liga Departamental de Lima (7/4)                          | 1971, 1974, 1978, 1979, 1980, 1981, 1994. (Récord)                | 1972, 1975, 2000, 2004.                   |
| Liga Provincial de Cañete (11/5)                          | 1974, 1975, 1979, 1994, 1996, 2000, 2003, 2006, 2007, 2009, 2016. | 2004, 2013, 2017, 2018, 2025.             |
| Liga Distrital de San Vicente de Cañete (6/7)             | 1971, 1972, 2000, 2012, 2017, 2025.                               | 2007, 2009, 2011, 2013, 2014, 2016, 2018. |
| Segunda División Distrital de San Vicente de Cañete (1/0) | 1958.                                                             |                                           |